# 大分スポーツクラブ
大分スポーツクラブ（おおいたスポーツクラブ）は、大分県大分市にあるサッカー場。主に大分トリニータが練習場として利用している。大分スポーツクラブ練習場とも表記される。

## 概要

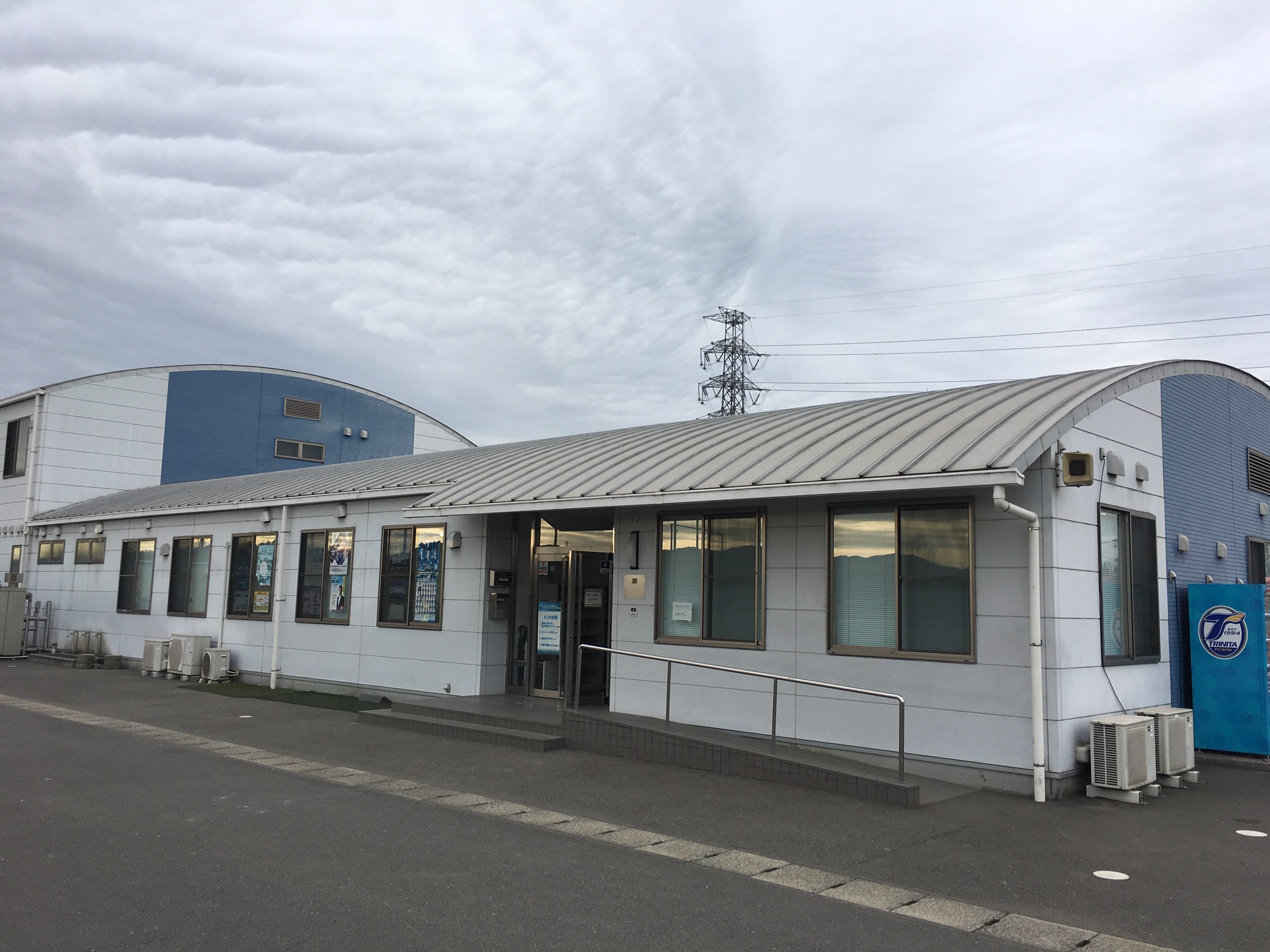
大分スポーツクラブ・クラブハウス

この施設は、2002 FIFAワールドカップの収益余剰金交付金と、県民・サポーターからの寄付金によって大分スポーツ公園内に建設された。
当初は大分スポーツ公園のサッカー・ラグビー場Cコート・Dコートとして整備される予定であったが、所有者である大分県が緊縮財政に転換したために整備は無期延期することが発表された。しかしその発表から数ヶ月後に、日本サッカー協会から2002FIFAワールドカップの収益余剰金の一部が施設整備費として大分県サッカー協会に交付されることが決定したため、大分県と協議の結果、大分スポーツ公園のC・Dコート建設予定地に、県サッカー協会がサッカー場2面とクラブハウスを建設し運営管理することで同意した。その際、それまで主練習場を持っていなかった大分トリニータが整備されるサッカー場を主練習場として使用することになった為、クラブハウス内に関係施設が整備され、トリニータとの共同管理の施設となった。現在は大分県サッカー協会から委託される形で、トリニータが管理者となっている。
整備後の主な利用用途は前述の通り、トリニータのトップチーム・アカデミー各カテゴリの練習場となっているが、サッカー協会主催の公式戦開催や一般への利用受付も行っている。

## 施設
※管理は異なるが、この施設も大分スポーツ公園の一部である。
- 天然芝グラウンド1面（Cコート）
- 人工芝グラウンド1面（Dコート）
- クラブハウス（2階建て）
  - 社団法人大分県サッカー協会事務局
  - 大分トリニータ強化部事務所・練習関連施設
  - 大分トリニータ後援会事務局

練習見学者用のベンチも幾つか存在する。
もう一つ天然芝グラウンドが隣接しているが、こちらは大分スポーツ公園サッカー・ラグビー場のBコートであり別施設扱いである。

## 周辺施設
- 大分スポーツ公園
  - 大分スポーツ公園総合競技場（レゾナックドーム大分）
  - 大分スポーツ公園サッカー・ラグビー場（レゾナックサッカー・ラグビー場）
  - 大分スポーツ公園野球場（レゾナックスタジアム）
- パークプレイス大分
- 大分県立情報科学高等学校他